# Champcey
Champcey település Franciaországban, Manche megyében. Lakosainak száma 235 fő (2018. január 1.). Champcey Sartilly, Bacilly, Dragey-Ronthon és Montviron községekkel határos.

## Népesség
A település népességének változása:
| Lakosok száma | 191  | 153  | 119  | 141  | 149  | 188  | 210  | 224  | 235  | 235  |
|               | 1962 | 1968 | 1982 | 1990 | 1999 | 2008 | 2011 | 2013 | 2017 | 2018 |